# Eusebio Giambone
Eusebio Giambone (* 1. Mai 1903 in Camagna Monferrato; † 5. April 1944 in Turin) war ein italienischer Widerstandskämpfer gegen den Nationalsozialismus.

## Leben
Eusebio Giambone war Maschinensetzer. Er war schon als Jugendlicher politisch engagiert, aktiver Kommunist und – noch nicht zwanzig Jahre alt – mit Antonio Gramsci und Parodi an der Besetzung von Fabriken beteiligt. 1923 zur Auswanderung nach Frankreich gezwungen, trat nach der Besetzung Frankreichs durch die deutsche Wehrmacht der Widerstandsbewegung bei. 1942 wurde er vom Vichy-Regime verhaftet und im Konzentrationslager von Vernay interniert.
Als Eusebio Giambone nach dem 25. Juli 1943 aus Frankreich ausgewiesen wurde, ging er nach Turin zurück, trat der dortigen Widerstandsbewegung bei und wurde, als Vertreter der Kommunistischen Partei Italiens und Mitglied des 1. regionalen Militärkomitees für Piemont, mit der Errichtung von Kadern der Arbeiterschaft zur Verteidigung der Stadt beauftragt.
Am 31. März 1944 wurde er bei einem Treffen des Komitees (C. M. R. P.) in der Sakristei der Kirche San Giovanni in Turin von Angehörigen der republikanischen Faschistenföderation gefangen genommen. Ein Sondergericht verurteilte ihn am 2. und 3. April 1944 zum Tode. Zusammen mit General Perotti und sechs anderen Mitgliedern des regionalen Militärkomitees wurde Eusebio Giambone am 5. April 1944 von einem Exekutionskorps der Republikanischen Nationalgarde (G. N. R.) auf dem nationalen Schießplatz Martinetto in Turin füsiliert.
Eusebio Giambone schrieb nach dem Prozess in der Nacht am 3. April 1944 an seine Frau Luisetta einen Abschiedsbrief, der in dem Sammelband Lettere di condannati a morte della Resistenza Europea | Letzte Briefe zum Tode Verurteilter aus dem europäischen Widerstand dokumentiert ist.

## Rezeption
Der italienische Komponist Luigi Nono wählte für den Text seines 1956 geschriebenen Chorwerkes Il canto sospeso aus dem Sammelband Letzte Briefe zum Tode Verurteilter aus dem europäischen Widerstand zehn Abschiedsbriefe von Frauen, Männern und Jugendlichen – unter anderem auch den Brief von Eusebio Giambone.
Das Lesen des Abschiedsbriefs von Eusebio Giambone war Teil der Konzertaufführung von Luigi Nonos Komposition Il canto sospeso mit Claudio Abbado und den Berliner Philharmonikern in der Berliner Philharmonie im Dezember 1992. Die Aufzeichnung des Konzerts ist die Basis des sogenannten Nonoprojekts – eine Initiative von Claudio Abbado und einem Freundeskreis IncontriEuropei für Schulen in Europa, deren Trägerschaft später im Jahr 2001 von der Fondazione L’Unione Europea Berlin übernommen wurde.
Der Abschiedsbrief von Eusebio Giambone ist in der Konzertaufzeichnung Il canto sospeso sowie in dem Unterrichtsprojekt mit dem folgenden Auszug dokumentiert:

„Nach wenigen Stunden werde ich mit Sicherheit nicht mehr sein, aber sei gleichwohl versichert, dass ich ruhig und gefasst vor dem Exekutionskorps stehen werde, so wie ich jetzt bin, wie ich es während jener zwei Tage eines Scheinprozesses war, wie ich es war bei der Verkündung des Urteils, denn ich wusste schon zu Beginn jenes Scheinprozesses, dass das Ergebnis ein Todesurteil sein werde.
Sind jene, die uns verurteilten, auch so ruhig? Sicherlich nicht!“

Übersetzungen des hier im Auszug zitierten Briefes von Eusebio Giambone sind in mehreren Sprachen in dem interaktiven italienischen Portal Canzoni contro la guerra enthalten.
Eusebio Giambone wurde nach seinem Tod in Italien mit der Auszeichnung durch die ‚Medaglia d’oro al valor militare’ geehrt.

## CDs
- Audio-CD Luigi Nono ‚Il canto sospeso’, Berliner Philharmoniker, Dirigent: Claudio Abbado, Sprecher: Susanne Lothar und Bruno Ganz – Sony Classical 1993. (Dokumentation Beiheft)
- DVD Luigi Nono Il canto sospeso Sonderedition EU 2013 für deutsche Schulen im Ausland – Patronat: Guido Westerwelle, Bundesminister des Auswärtigen © Fondazione L’Unione Europea Berlin, ISBN 978-3-943933-00-0.